# Covenant (album)
Covenant je treći studijski album američkog death metal-sastava Morbid Angel objavljen 22. lipnja 1993. godine. Smatra se jednim od klasika žanra. To je ujedno i prvi album koji je sastav snimio bez gitarista Richard Brunella.

## Popis pjesama
| 1.    | »Rapture«                           | 4:18 |
| 2.    | »Pain Divine«                       | 3:58 |
| 3.    | »World of Shit (The Promised Land)« | 3:20 |
| 4.    | »Vengeance Is Mine«                 | 3:16 |
| 5.    | »Lions Den«                         | 4:45 |
| 6.    | »Blood on My Hands«                 | 3:43 |
| 7.    | »Angel of Disease«                  | 6:15 |
| 8.    | »Sworn to the Black«                | 4:01 |
| 9.    | »Nar Mattaru«                       | 2:07 |
| 10.   | »God of Emptiness«                  | 5:26 |
| 41:09 |                                     |      |

## Zasluge
Morbid Angel
- David Vincent - vokali, bas-gitara, tekstovi, glazba (pjesme 1. – 6., 8., 10.)
- Pete Sandoval - bubnjevi
- Trey Azagthoth - gitara, klavijature, glazba (pjesme 1. – 4., 6., 8., 10.), tekstovi (pjesma 7.)

Ostalo osoblje
- Flemming Rasmussen - produkcija, inženjer zvuka, miks
- Tom Morris - miks
- Luton Sinfield - omot
- Martin Nesbitt - grafički dizajn